# Gammaromermis longicaudata
Gammaromermis longicaudata is een rondwormensoort uit de familie van de Mermithidae. De wetenschappelijke naam van de soort is voor het eerst geldig gepubliceerd in 1979 door Rubtsov & Bekman.